# Derendano
Derendano es un despoblado que actualmente forma parte del concejo de Saracho, que está situado en el municipio de Amurrio, en la provincia de Álava, País Vasco (España).

## Historia
Documentado desde el año 1093 se lo menciona en la Concordia que hizo Don Pedro de Nazar con el valle de Ayala.
Ya en decadencia hacia 1627, aún se menciona la existencia de su parroquia dedicada a San Nicolás.
Actualmente es un barrio de Saracho.